# Heodes cissites
Heodes cissites är en fjärilsart som beskrevs av Hans Fruhstorfer 1917. Heodes cissites ingår i släktet Heodes och familjen juvelvingar. Inga underarter finns listade i Catalogue of Life.